# Кил (корабоплаване)
Вижте пояснителната страница за други значения на Кил.
Килът е голяма греда, около която се изгражда корпусът на един кораб. Килът минава в средата на кораба от носа до кърмата и служи за основа (фундамент) в строежа на кораба. Той е много важна част (елемент) за здравината на корпуса и устойчивостта на съда и може да се сравни с основите на една сграда. Килът обикновено е първата част от тялото (корпуса) на един кораб, която се изгражда. Полагането на кила е значително събитие и често се отбелязва с церемония. В някои езици изразът „полагам кила“ е идиоматичен и означава започването на някакво важно начинание. Друг образен (идиоматичен) израз е пожеланието „Седем фута под кила“, т.е. да избегнеш подводни скали.
Освен носеща, килът има и хидродинамична задача. Той е част от кораба, предназначена да се съпротивлява на снасянето (дрейфа) – страничното отместване на кораба под влияние на вятъра. Той служи и като противотежест, съпротивляваща се на страничното накланяне на кораба.
При страничен или почти насрещен вятър корабът се премества в странична посока. С помощта на кила страничните сили се уравновесяват и се преобразуват в движение напред.
Киловете имат различни очертания и се изработват от различни съставки. При повечето лодки той представлява една дебела извита греда в най-ниската част на плавателния съд. При много яхти се използва кил с противотежест или водоравно (хоризонтално) крило. При големите стари кораби килът често е просто килна греда – дебела дървена греда, която изпълнява задачата на кил поради тежестта и голямата си дължина. В яхто- и корабостроенето се използва и фалшкил – обикновено метална облицовка на основния кил, която го предпазва от удар. Фалшкилът се изработва от тежки метали – чугун, олово и др. и се състои от съставни части за по-лесна смяна.
При неголемите ветроходни съдове понякога се използват подвижни, неголеми по дължина килове, които се прибират вътре в корпуса на плитководието, за да има възможността да се дойде по-близо до брега. За намаляване на бордовото люлеене по време на движение на съда служи бордовият кил, укрепен непосредствено към борда на кораба на скуловата част на обвода.
Платноходните съдове, които нямат кил, често имат един или два шверта.
- кил (в цвят)
- кил (в цвят)
- двоен кил
- килът изпълнява функцията да балансира и подобрява плъзгането